# Goera matuilla
Goera matuilla is een schietmot uit de familie Goeridae. De soort komt voor in het Oriëntaals gebied.